# Albert Dubuisson
Albert Dubuisson (* 28. Oktober 1918 in Binche; † 21. Februar 1974 ebenda) war ein belgischer Radrennfahrer.

## Sportliche Laufbahn
Dubuisson war im Straßenradsport aktiv. Von 1938 bis 1952 war er Unabhängiger und Berufsfahrer. In der Belgien-Rundfahrt für Unabhängige 1937 gewann er zwei Etappen und wurde Zweiter der Gesamtwertung. 1941 gewann er die Ronde van Limburg, 1942 und 1944 eine Etappe im Omloop van België, 1947 den Grand Prix des Ardennes, 1948 das Etappenrennen Tour de l’Ouest.
1950 siegte er in der Belgien-Rundfahrt vor René Oreel. 1952 war der Sieg im Circuit de la Vienne sein letzter Erfolg als Radprofi. Zweiter wurde er 1947 bei Bordeaux–Paris hinter Joseph Somers und 1946 in der Tour des Trois Lacs.